# Stuwhout
Stuwhout voor een schip voorkomt het schuiven en rollen van de lading in zeegang en is daarmee een veiligheidsvoorziening voor het schip zelf. Het wordt ook gebruikt om de lading te beschermen tegen mechanische schade, vocht en contaminatie tijdens het transport. Een belangrijke toepassing van stuwhout is ook het beschermen van de vloer in het ruim.  

## Beschrijving

### Toepassing

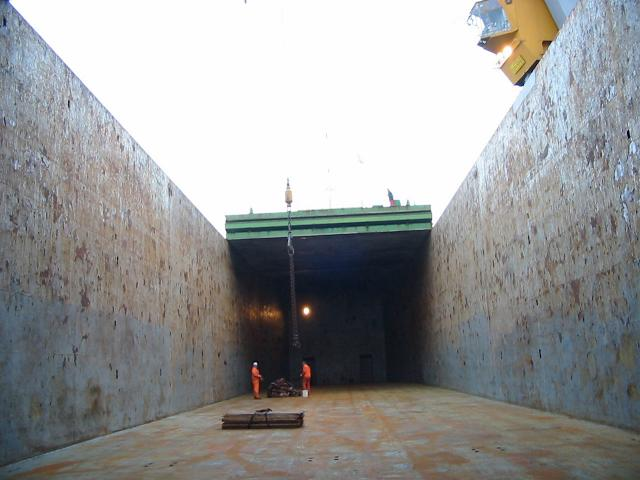
Arbeiders plaatsen stuwhout op de bodem van een bulkcarrier

Vele soorten lading zoals papierwaren zijn gevoelig voor vocht. Vocht kan in het ruim aanwezig zijn door onvoldoende afsluiting van de luiken. Het stuwhout zorgt ervoor dat de lading van de vloer wordt getild zodat het water eronder vrij kan afstromen zonder in contact te komen met de lading. De eerste laag stuwhout wordt daarvoor in een specifieke richting gelegd, afhankelijk van de locatie van de afvoersystemen. Als deze afvoersystemen voor- en achteraan zitten, dan wordt de eerste laag langsscheeps gelegd. Als de afvoersystemen zich aan stuurboord en bakboord bevinden, dan is deze eerste laag dwarsscheeps. De tweede laag wordt er dwars overgelegd. Bij sommige schepen is dit kriskras-patroon vast aanwezig.
Stuwhout wordt ook tegen de scheepswanden geplaatst. Soms zijn daar multiplexbladen aanwezig om te voorkomen dat de spanten de lading beschadigen. Dit heeft ook voordelen bij het laden van palets.
Om verschillende ladingen op elkaar te laden in ruim van een general cargo-schip, wordt er tussen de ladingen een scheiding met stuwhout gemaakt.

### Kwaliteitseisen
Het hout moet wel aan enkele eisen voldoen. Het stuwhout moet vrij zijn van geur, een minimale vochtigheidsgraad hebben (maximaal 12% – 15%) en het moet goedkoop zijn. Zeer belangrijk is ook dat het kwaliteitshout is waar geen nagels, splitsingen of rottende plekken in zitten.
Als een lading beschadigd aankomt in de haven van bestemming, wordt er gekeken of de lading wel goed gestuwd was. Een belangrijke factor bij het correct stuwen is het stuwhout. Wanneer blijkt dat de schade aan de lading afkomstig is van slechte kwaliteit stuwhout, kunnen hier geldeisen worden gesteld door nalatigheid.

### Afgenomen gebruik
Door het gebruik van containers is het algemeen gebruik van stuwhout in de scheepvaart verplaatst naar de containers zelf. Dat hout werd in vroeger jaren bij het lossen in de haven van aankomst vaak gewoon overboord gezet. Vooral de binnenvaart diende er op te letten dat het niet in de schroef kwam. Het spoelde aan en kon worden gebruikt als kachelhout of voor een kampvuur op de strandjes. 